# La Guerre (Kaprálová)
Pour les articles homonymes, voir La Guerre.
La Guerre (en tchèque : Válka) est une œuvre de jeunesse de la compositrice Vítězslava Kaprálová datant de 1924.

## Contexte
Vítězslava Kaprálová compose sa deuxième pièce pour piano à l'âge de neuf ans, alors qu'elle suit les cours de l'école élémentaire de la Slovanské náměsti de Královo Pole. La pièce paraît plus tardivement dans le recueil De mes premières compositions (en tchèque : Z mých nejranějších skladeb). C'est dans un contexte difficile qu'elle écrit cette pièce, puisque ses parents se séparent en 1923, à la suite de la rencontre de son père avec une autre femme.

## Analyse
La Guerre est très proche narrativement Du domaine des fables, composé au même moment. Elle commence par un ostinato d'accord arpégé de sol mineur, qui compose la cellule représentant le « Guet » (en tchèque : Číhání) et dure de la mesure une à la quatrième. Cette cellule se mue pour donner l'« Attaque » (en tchèque : Přepadení) aux quartes notées marcato qui résonnent comme une évocation de trompette,. Il s'agit de la première composition faisant usage du rythme lombard, typique de la musique morave, rythme très souvent utilisé ensuite par la compositrice. La « Dispersion de l'ennemi » (en tchèque : Rozptýlení nepřítele) est représentée par un glissando sur deux octaves. La « Paix sur le champ de bataille » (en tchèque : Na Bojišti klid) est en 
 et la métrique oscille ensuite entre 
 et 
. Quelques « Échos » (en tchèque : Doznívání) de l'attaque se font enfin entendre et clôturent la pièce.